# الیمپوس سی-۳۵۰ زوم
الیمپوس سی-۳۵۰ زوم (به انگلیسی: Olympus C-350 Zoom) یک دوربین عکاسی ساخت شرکت الیمپوس است.